# Reprezentacja Filipin U-20 w piłce nożnej mężczyzn
Reprezentacja Filipin U-20 w piłce nożnej, Filipiny U-20 – drużyna piłkarska reprezentująca Filipiny w zawodach międzynarodowych. Zespół reprezentuje Filipiny w międzynarodowych rozgrywkach młodzieżowych organizowanych przez Azjatycką Konfederację Piłkarską (AFC) oraz Międzynarodową Federację Piłki Nożnej (FIFA).

## Rozgrywki ligowe
Młodzieżowa reprezentacja Filipin wzięła również udział w Philippines Football League, w sezonie 2024/2025 w którym zajęli 9 miejsce z dorobkiem 13 punktów, w 18 meczach.

## Udział w międzynarodowych turniejach

### Mistrzostwa świata U-20
| Udział w mistrzostwach świata U-20 | Udział w mistrzostwach świata U-20  | Udział w mistrzostwach świata U-20  | Udział w mistrzostwach świata U-20  | Udział w mistrzostwach świata U-20  | Udział w mistrzostwach świata U-20  | Udział w mistrzostwach świata U-20  | Udział w mistrzostwach świata U-20  | Udział w mistrzostwach świata U-20  |
| Rok                                | Runda                               | Miejsce                             | M                                   | Z                                   | R                                   | P                                   | G+                                  | G-                                  |
| ---------------------------------- | ----------------------------------- | ----------------------------------- | ----------------------------------- | ----------------------------------- | ----------------------------------- | ----------------------------------- | ----------------------------------- | ----------------------------------- |
| 1977                               | Nie zakwalifikowała się             | Nie zakwalifikowała się             | Nie zakwalifikowała się             | Nie zakwalifikowała się             | Nie zakwalifikowała się             | Nie zakwalifikowała się             | Nie zakwalifikowała się             | Nie zakwalifikowała się             |
| 1979                               | Nie zakwalifikowała się             | Nie zakwalifikowała się             | Nie zakwalifikowała się             | Nie zakwalifikowała się             | Nie zakwalifikowała się             | Nie zakwalifikowała się             | Nie zakwalifikowała się             | Nie zakwalifikowała się             |
| 1981                               | Nie zakwalifikowała się             | Nie zakwalifikowała się             | Nie zakwalifikowała się             | Nie zakwalifikowała się             | Nie zakwalifikowała się             | Nie zakwalifikowała się             | Nie zakwalifikowała się             | Nie zakwalifikowała się             |
| 1983                               | Nie zakwalifikowała się             | Nie zakwalifikowała się             | Nie zakwalifikowała się             | Nie zakwalifikowała się             | Nie zakwalifikowała się             | Nie zakwalifikowała się             | Nie zakwalifikowała się             | Nie zakwalifikowała się             |
| 1985                               | Nie zakwalifikowała się             | Nie zakwalifikowała się             | Nie zakwalifikowała się             | Nie zakwalifikowała się             | Nie zakwalifikowała się             | Nie zakwalifikowała się             | Nie zakwalifikowała się             | Nie zakwalifikowała się             |
| 1987                               | Nie zakwalifikowała się             | Nie zakwalifikowała się             | Nie zakwalifikowała się             | Nie zakwalifikowała się             | Nie zakwalifikowała się             | Nie zakwalifikowała się             | Nie zakwalifikowała się             | Nie zakwalifikowała się             |
| 1989                               | Nie zakwalifikowała się             | Nie zakwalifikowała się             | Nie zakwalifikowała się             | Nie zakwalifikowała się             | Nie zakwalifikowała się             | Nie zakwalifikowała się             | Nie zakwalifikowała się             | Nie zakwalifikowała się             |
| 1991                               | Nie zakwalifikowała się             | Nie zakwalifikowała się             | Nie zakwalifikowała się             | Nie zakwalifikowała się             | Nie zakwalifikowała się             | Nie zakwalifikowała się             | Nie zakwalifikowała się             | Nie zakwalifikowała się             |
| 1993                               | Nie zakwalifikowała się             | Nie zakwalifikowała się             | Nie zakwalifikowała się             | Nie zakwalifikowała się             | Nie zakwalifikowała się             | Nie zakwalifikowała się             | Nie zakwalifikowała się             | Nie zakwalifikowała się             |
| 1995                               | Nie zakwalifikowała się             | Nie zakwalifikowała się             | Nie zakwalifikowała się             | Nie zakwalifikowała się             | Nie zakwalifikowała się             | Nie zakwalifikowała się             | Nie zakwalifikowała się             | Nie zakwalifikowała się             |
| 1997                               | Nie zakwalifikowała się             | Nie zakwalifikowała się             | Nie zakwalifikowała się             | Nie zakwalifikowała się             | Nie zakwalifikowała się             | Nie zakwalifikowała się             | Nie zakwalifikowała się             | Nie zakwalifikowała się             |
| 1999                               | Nie zakwalifikowała się             | Nie zakwalifikowała się             | Nie zakwalifikowała się             | Nie zakwalifikowała się             | Nie zakwalifikowała się             | Nie zakwalifikowała się             | Nie zakwalifikowała się             | Nie zakwalifikowała się             |
| 2001                               | Nie zakwalifikowała się             | Nie zakwalifikowała się             | Nie zakwalifikowała się             | Nie zakwalifikowała się             | Nie zakwalifikowała się             | Nie zakwalifikowała się             | Nie zakwalifikowała się             | Nie zakwalifikowała się             |
| 2003                               | Nie zakwalifikowała się             | Nie zakwalifikowała się             | Nie zakwalifikowała się             | Nie zakwalifikowała się             | Nie zakwalifikowała się             | Nie zakwalifikowała się             | Nie zakwalifikowała się             | Nie zakwalifikowała się             |
| 2005                               | Nie zakwalifikowała się             | Nie zakwalifikowała się             | Nie zakwalifikowała się             | Nie zakwalifikowała się             | Nie zakwalifikowała się             | Nie zakwalifikowała się             | Nie zakwalifikowała się             | Nie zakwalifikowała się             |
| 2007                               | Nie zakwalifikowała się             | Nie zakwalifikowała się             | Nie zakwalifikowała się             | Nie zakwalifikowała się             | Nie zakwalifikowała się             | Nie zakwalifikowała się             | Nie zakwalifikowała się             | Nie zakwalifikowała się             |
| 2009                               | Nie zakwalifikowała się             | Nie zakwalifikowała się             | Nie zakwalifikowała się             | Nie zakwalifikowała się             | Nie zakwalifikowała się             | Nie zakwalifikowała się             | Nie zakwalifikowała się             | Nie zakwalifikowała się             |
| 2011                               | Nie zakwalifikowała się             | Nie zakwalifikowała się             | Nie zakwalifikowała się             | Nie zakwalifikowała się             | Nie zakwalifikowała się             | Nie zakwalifikowała się             | Nie zakwalifikowała się             | Nie zakwalifikowała się             |
| 2013                               | Nie zakwalifikowała się             | Nie zakwalifikowała się             | Nie zakwalifikowała się             | Nie zakwalifikowała się             | Nie zakwalifikowała się             | Nie zakwalifikowała się             | Nie zakwalifikowała się             | Nie zakwalifikowała się             |
| 2015                               | Nie zakwalifikowała się             | Nie zakwalifikowała się             | Nie zakwalifikowała się             | Nie zakwalifikowała się             | Nie zakwalifikowała się             | Nie zakwalifikowała się             | Nie zakwalifikowała się             | Nie zakwalifikowała się             |
| 2017                               | Nie zakwalifikowała się             | Nie zakwalifikowała się             | Nie zakwalifikowała się             | Nie zakwalifikowała się             | Nie zakwalifikowała się             | Nie zakwalifikowała się             | Nie zakwalifikowała się             | Nie zakwalifikowała się             |
| 2019                               | Nie zakwalifikowała się             | Nie zakwalifikowała się             | Nie zakwalifikowała się             | Nie zakwalifikowała się             | Nie zakwalifikowała się             | Nie zakwalifikowała się             | Nie zakwalifikowała się             | Nie zakwalifikowała się             |
| 2021                               | Odwołane z powodu pandemii COVID-19 | Odwołane z powodu pandemii COVID-19 | Odwołane z powodu pandemii COVID-19 | Odwołane z powodu pandemii COVID-19 | Odwołane z powodu pandemii COVID-19 | Odwołane z powodu pandemii COVID-19 | Odwołane z powodu pandemii COVID-19 | Odwołane z powodu pandemii COVID-19 |
| 2023                               | Nie zakwalifikowała się             | Nie zakwalifikowała się             | Nie zakwalifikowała się             | Nie zakwalifikowała się             | Nie zakwalifikowała się             | Nie zakwalifikowała się             | Nie zakwalifikowała się             | Nie zakwalifikowała się             |
| 2025                               | Nie zakwalifikowała się             | Nie zakwalifikowała się             | Nie zakwalifikowała się             | Nie zakwalifikowała się             | Nie zakwalifikowała się             | Nie zakwalifikowała się             | Nie zakwalifikowała się             | Nie zakwalifikowała się             |